# کایل ژان-باپتیست
کایل ژان-باپتیست (انگلیسی: Kyle Jean-Baptiste; ۳ دسامبر ۱۹۹۳ – ۲۹ اوت ۲۰۱۵) یک هنرپیشه اهل ایالات متحده آمریکا بود.
«کایل ژان - باتیست» اولین بازیگر آمریکایی- آفریقایی و جوان‌ترین فردی بود که نقش ژان وال‌ژان را در موزیکال بینوایان در تئاتر برادوی نیویورک ایفا کرد.
این هنرپیشه تئاتر اولین‌بار در ۲۳ ژوئیه برای بازی در «بینوایان» روی صحنه رفت و در مصاحبه‌ای که انجام داده بود، ایفای این نقش را از رؤیاهای کودکی خود خوانده بود.
کایل ژان-باپتیست در سن ۲۱ سالگی در پی سقوط از راه‌پله فرار از آتش در ساختمانی در بوکلین جان باخت. در بیانیه‌ای که تئاتر «امپریال» پس از این رخداد منتشر کرده، از کایل به‌عنوان «استعدادی جوان و درخشان» یاد شده و او به‌عنوان فردی معرفی شده که «با اجرای فوق‌العاده‌اش حضوری جادویی و تاریخی را در صحنه «برادوی» از خود برجای گذاشت»